# 竇德玄
竇德玄（598年—666年9月11日），唐朝政治人物，高宗时宰相。窦德玄出身唐朝外戚，曾祖父窦毅，太穆皇后（唐高祖之妻，唐太宗之母）的父亲；祖父窦照是太穆皇后的哥哥，父窦彦，隋朝任工部侍郎、检校西平太守，袭爵钜鹿郡开国公。

## 生平
歷官大司宪、司元太常伯、检校左相。有一次唐高宗問他“濮陽謂之帝丘，何也？”竇德玄說不知道。许敬宗回答說前帝王颛顼住過這裡，所以叫帝丘，敬宗對別人說：“大臣不可以无学；吾见德玄不能对，心实羞之。”德玄說每個人都有不知道的事，“吾不强对以所不知，此吾所能也。”。

## 家庭

### 子女
- 窦怀让
- 窦怀道
- 窦怀武
- 窦怀恪
- 窦怀贞
- 窦怀质
- 窦氏，嫁唐朝沛王友、尚衣奉御、郧国公殷怀祯

## 延伸阅读
[在维基数据编辑]
 《新唐書·卷095》，出自《新唐書》